# Cleveland (Geórgia)
Cleveland é uma cidade localizada no estado americano de Geórgia, no Condado de White.

## Demografia
Segundo o censo americano de 2000, a sua população era de 1907 habitantes.
Em 2006, foi estimada uma população de 2449, um aumento de 542 (28.4%).

## Geografia
De acordo com o United States Census Bureau tem uma área de
8,2 km², dos quais 8,2 km² cobertos por terra e 0,0 km² cobertos por água. Cleveland localiza-se a aproximadamente 477 m acima do nível do mar.

## Localidades na vizinhança
O diagrama seguinte representa as localidades num raio de 24 km ao redor de Cleveland.